# Iridosornis jelskii
La tangara de Jelski, tangara de collar dorado o frutero de collar dorado (Iridosornis jelskii) es una especie de ave paseriforme de la familia Thraupidae, perteneciente al  género Iridosornis. Es nativa de regiones andinas del oeste de América del Sur.

## Distribución y hábitat
Se distribuye a lo largo de la pendiente oriental de la cordillera de los Andes, desde el norte de Perú (este de La Libertad) hasta el oeste de Bolivia (La Paz).
Esta especie es considerada poco común en su hábitat natural: los bosques de alta montaña y los matorrales próximos a la línea de árboles, principalmente entre los 2900 y 3600 m de altitud.

## Sistemática

### Descripción original
La especie I. jelskii fue descrita por primera vez por el ornitólogo alemán Jean Cabanis en 1873 bajo el nombre científico Iridornis jelskii; su localidad tipo es: «Maraynioc, Junín, Perú».

### Etimología
El nombre genérico masculino «Iridosornis» se compone de las palabras griegas «iris»: arco iris, y «ornis»: pájaro; en referencia al colorido de las especies; y el nombre de la especie «jelskii» conmemora al ornitólogo polaco Konstanty Jelski (1838–1896).

### Taxonomía
Los amplios estudios filogenéticos recientes demuestran que la presente especie es hermana del par formado por Iridosornis rufivertex e I. reinhardti.

### Subespecies
Según las clasificaciones del Congreso Ornitológico Internacional (IOC) y Clements Checklist/eBird v.2019 se reconocen dos subespecies, con su correspondiente distribución geográfica:
- Iridosornis jelskii jelskii (Cabanis), 1873 – Andes templados de Perú, desde La Libertad hasta Junín.
- Iridosornis jelskii bolivianus Berlepsch, 1912 – Andes del sureste de Perú (Cuzco) hasta el oeste de Bolivia (La Paz).